# Ahlerstedt
Ahlerstedt är en kommun och ort i Landkreis Stade i förbundslandet Niedersachsen i Tyskland. Kommunen bildades 1 juli 1972 genom en sammanslagning av de tidigare kommunerna Ahlerstedt, Ahrensmoor, Ahrenswohlde, Bokel, Kakerbeck, Oersdorf, Ottendorf-Klethen och Wangersen i den nya kommunen Ahlerstedt.
Kommunen ingår i kommunalförbundet Samtgemeinde Harsefeld tillsammans med ytterligare tre kommuner.